# Imleria badia
Imleria badia (Elias Magnus Fries, 1832 ex Alfredo Vizzini, 2014), sin. Boletus badius (Elias Magnus Fries (1832), Xerocomus badius (Edouard-Jean Gilbert, 1931), Suillus badius (Otto Kuntze, 1898) este o specie de ciuperci comestibile din încrengătura Basidiomycota în familia Boletaceae și de genul Boletus, al cărui nume generic este derivat din cuvântul latin (latină badius=castaniu). Acest soi, numit în popor hrib murg, bureți pietroși, hrib roșcat sau pitoance de brad, coabitează, fiind un simbiont micoriza (formând micorize pe rădăcinile de arbori specifici). În România, Basarabia și Bucovina de Nord, se dezvoltă aproape numai în păduri (și montane) de conifere sub molizi și larici rar în cele foioase, atunci pe lângă fagi precum stejari și, în zone mai calde, de asemenea sub Castani comestibili. Timpul apariției  începe în iunie, dar sezonul principal este de la sfârșitul lui august până toamna târziu, în noiembrie, înainte de primul ger. În cursul istoriei sale buretele a avut în total șase sinonime. Ultima redenumire este din 2014, făcută de micologul italian Alfredo Vizzini sub numele de Imleria badia.

## Descriere

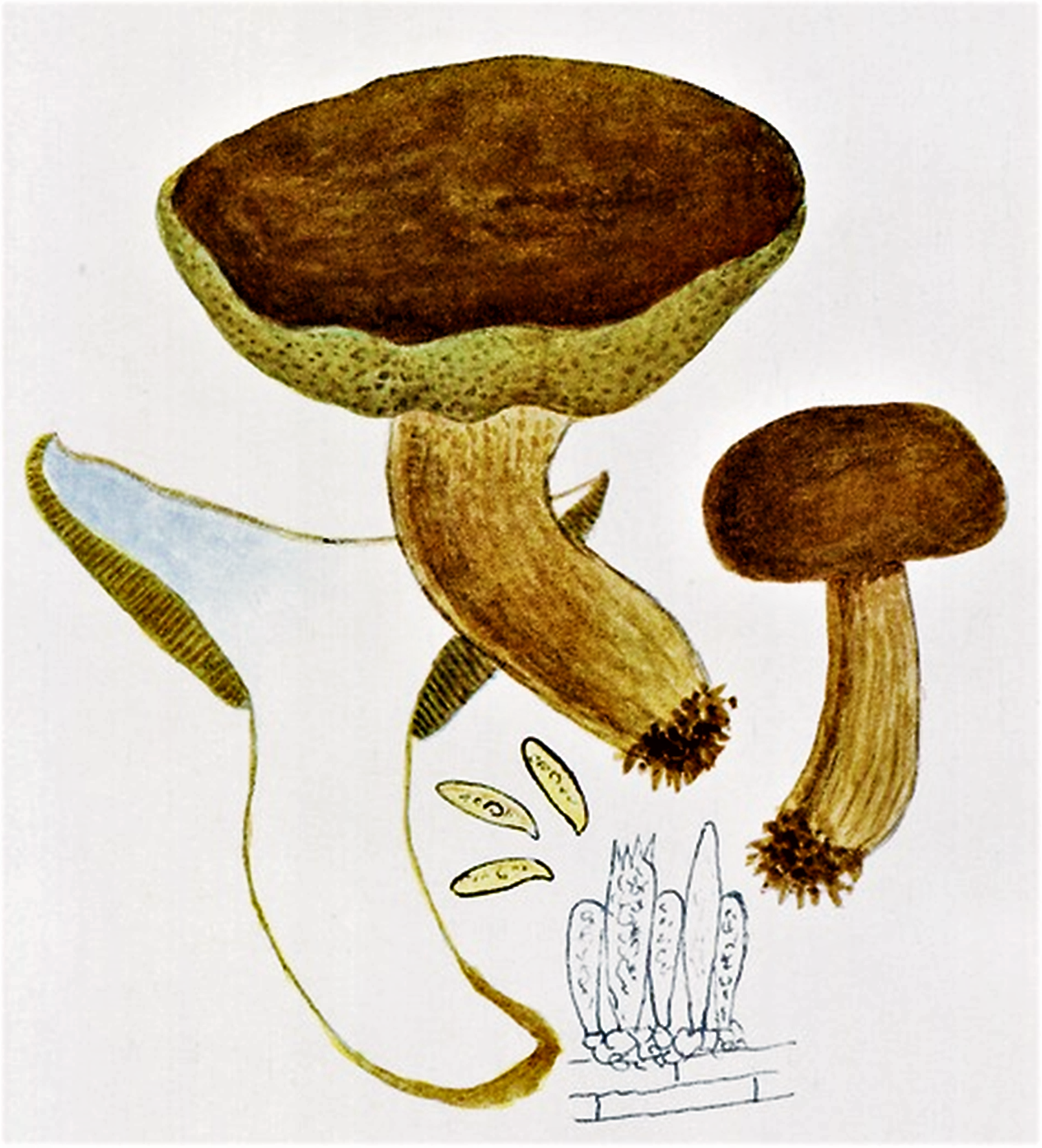
Bres.: Boletus badius

- Pălăria: are un diametru de 5-15 (20) cm, este destul de cărnoasă și consistentă, la început semisferică, apoi convexă sau aproape netedă, inițial cu marginea răsfrântă în jos spre picior, mai târziu aplatizată, câteodată îndoită în sus. Ccuticula este castanie sau maro de ciocolată, din caz în caz chiar negricioasă precum catifelată, la umezeală ceva unsuroasă.
- Tuburile și porii: sunt de dimensiuni diferite, aderente la picior, albe, apoi galbene și la sfârșit galben-verzuie. Porii sunt mici și unghiulari. Stratul este poros, albicios până gălbui, când este atins se pigmentează repede în albastru închis.
- Piciorul: are o înălțime de 6-12 cm și o lățime de 1,5-5 cm, este cilindric, uneori și ușor bulbos, tare cărnos, fin fibros, dar poate fi și subțire cu o culoare de coajă de alună, având pe suprafața sa dungi subțiri slab roșiatice.
- Carnea: este tare și compactă, de culoare albă cu pete gălbuie răspândite neregulat, sub pălărie și la picior maronie. În cazul unei lezări se decolorează repede bleumarin, mai ales sub tubulețe. Baza este de aceiași culoare cu pălăria. Mirosul este fructuos, unii spun „de pădure” și gustul foarte plăcut, puternic fungid.
- Caracteristici microscopice: Sporii sunt netezi, fusiformi, cu o mărime de 13-14,5 x 4-5 microni și de culoare galbenă ca mierea sau maro-deschis.[4][5][6]
- Reacții chimice: Carnea buretelui se decolorează cu anilină după 5 minute brun-roșiatic, cu acid sulfuric ruginiu-ocru și albăstreala dispare imediat, iar cuticula devine mai viu brun-roșiatică și cu Hidroxid de amoniu portocalie, iar cu Hidroxid de potasiu de culoare mai închisă.[8]

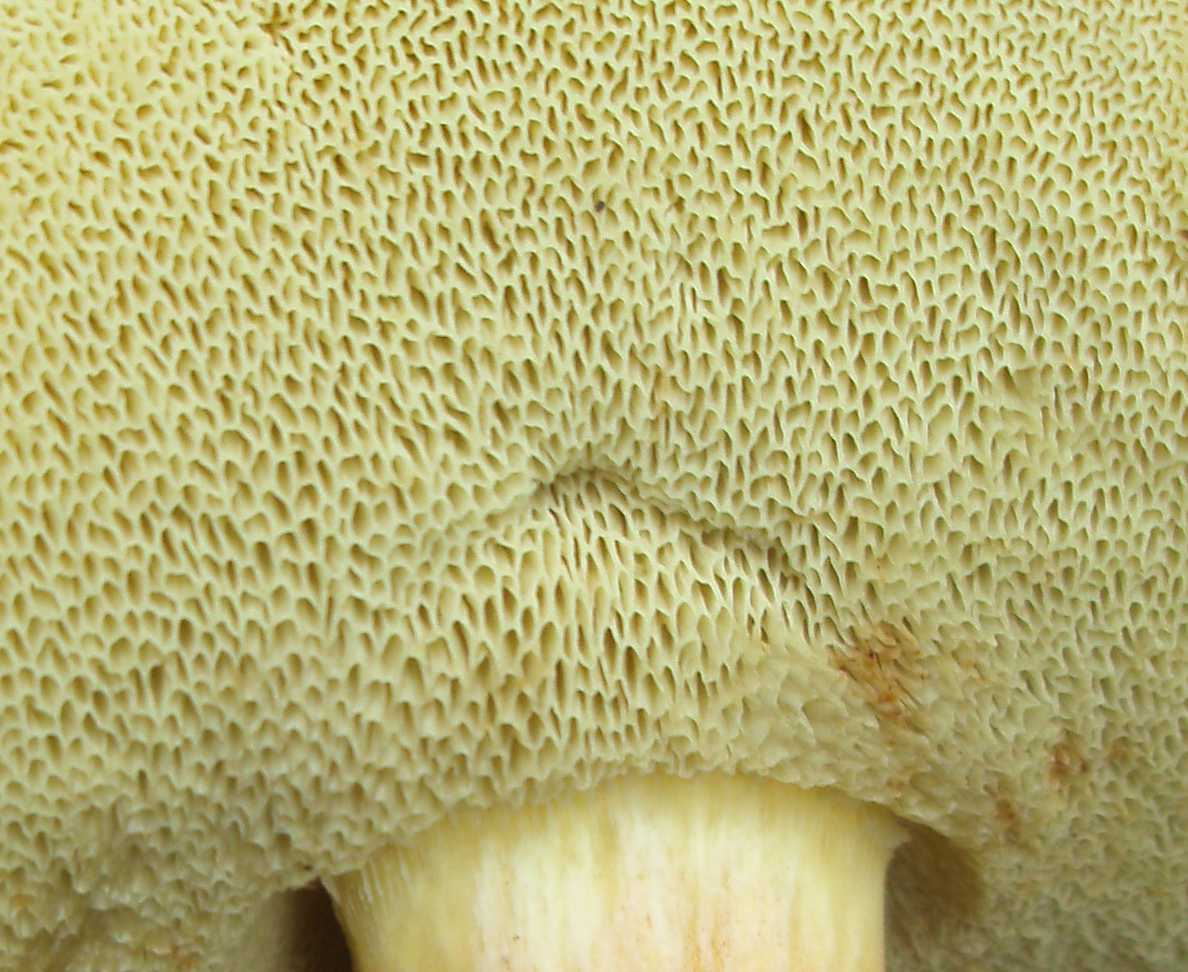
B. badius, pori
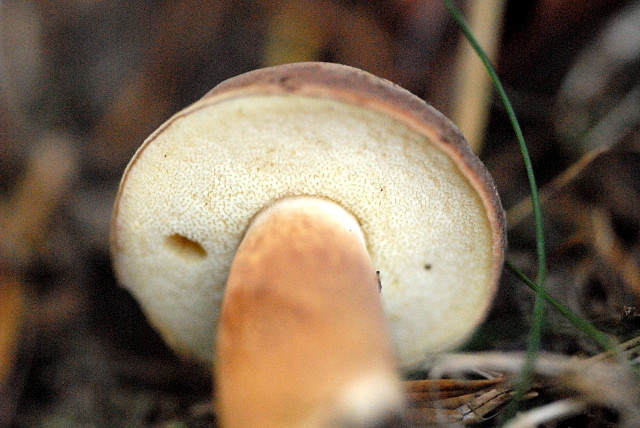
B. badius, pori și picior
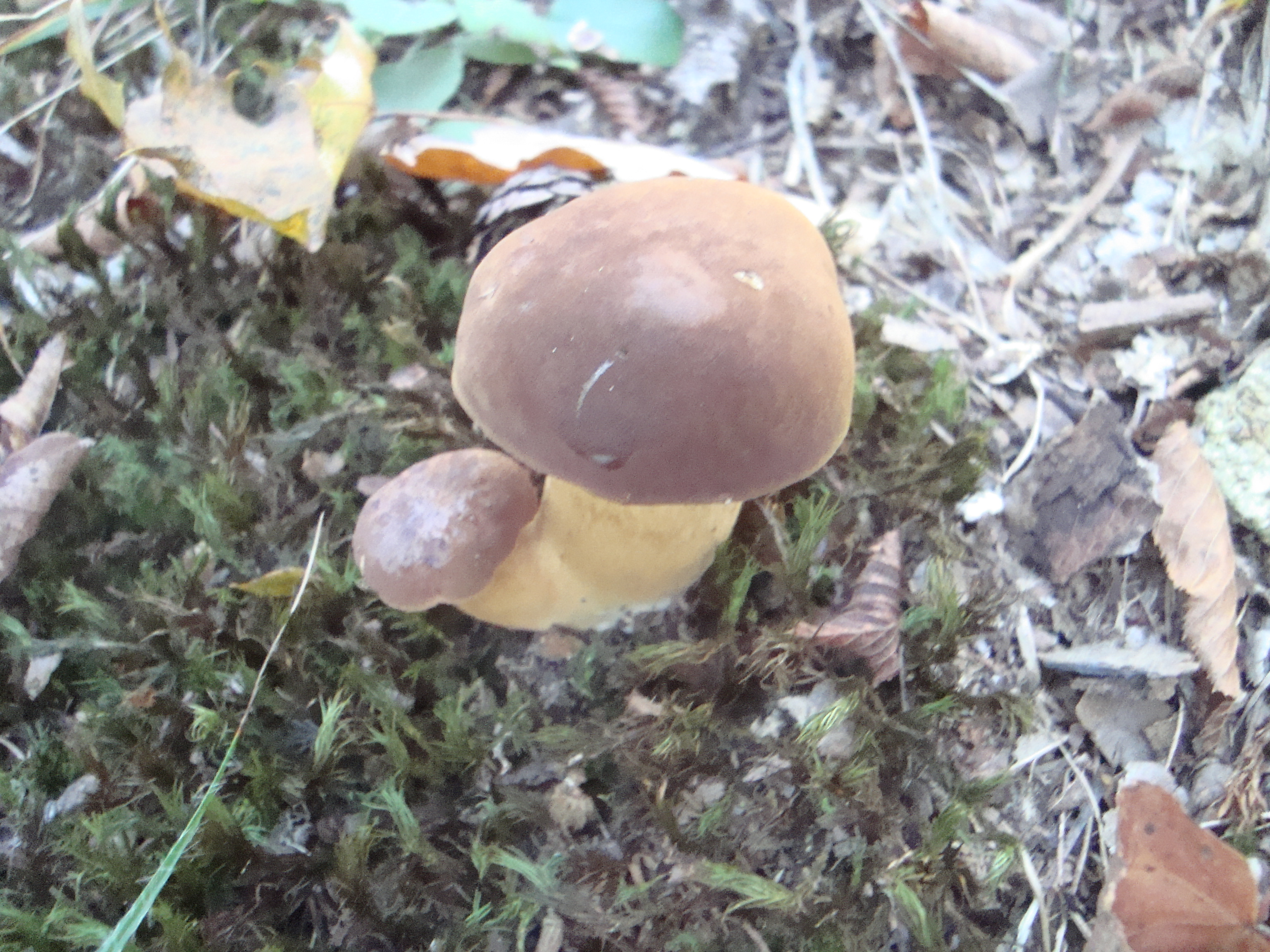
B. badius tânăr
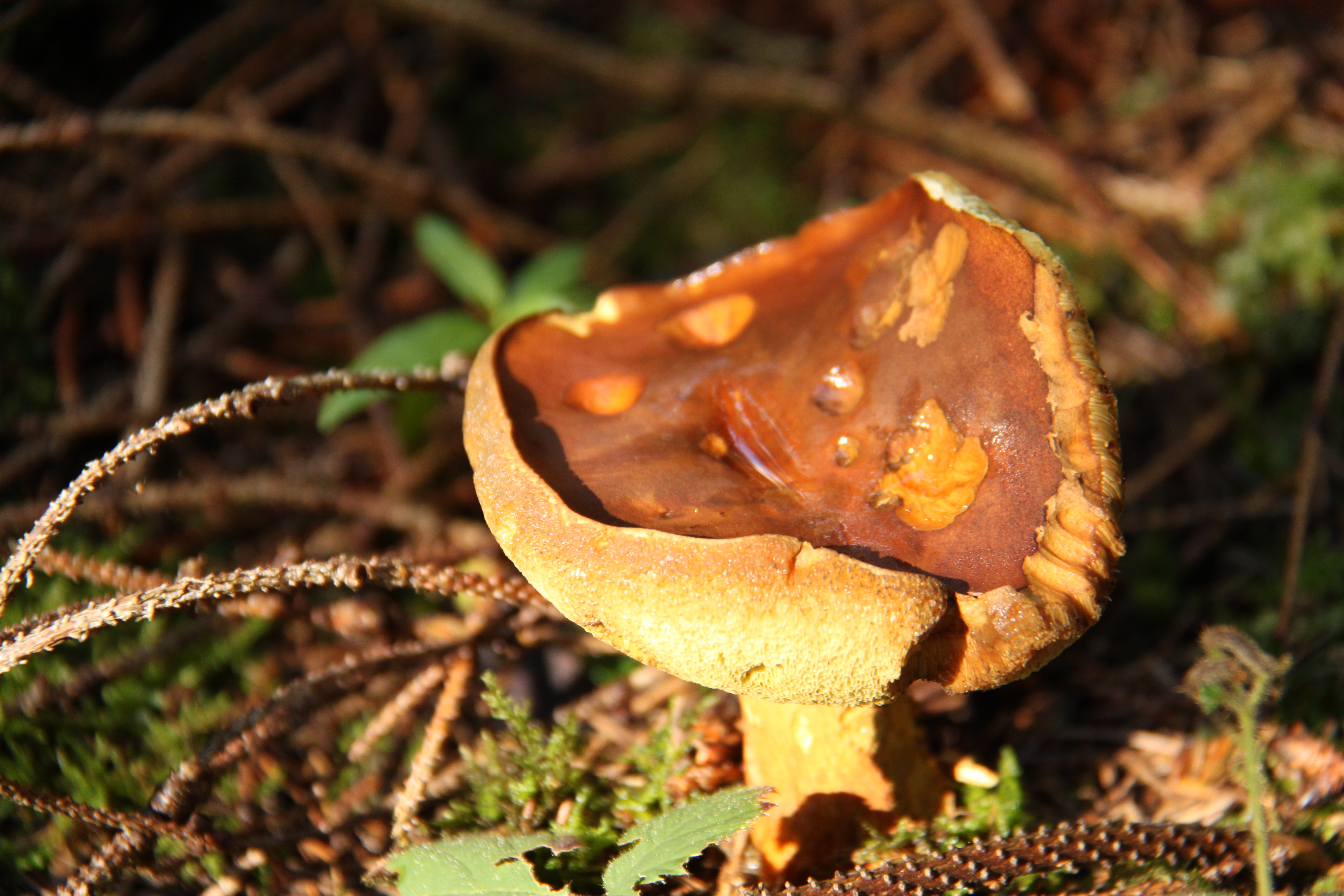
B. badius bătrân
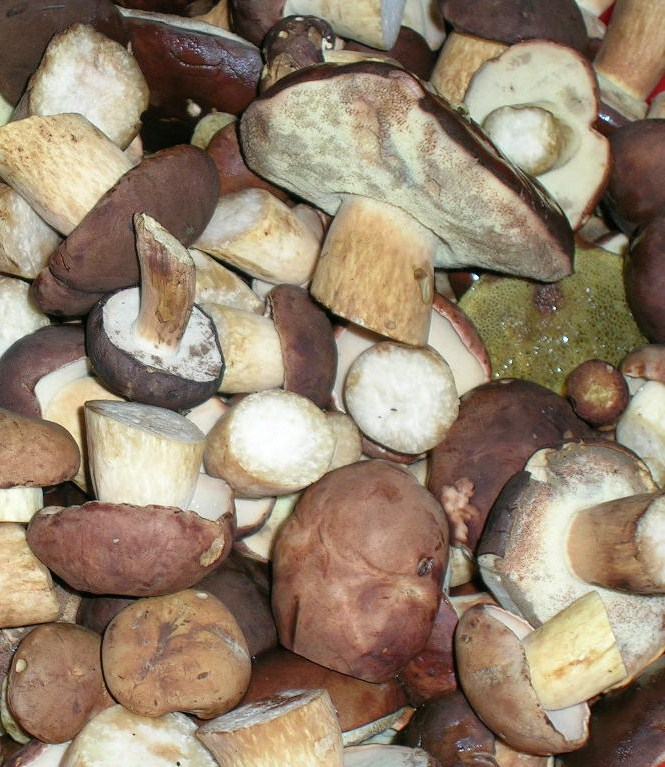
B. badius, colectă

## Confuzii
Buretele poate fi confundat în cel mai rău caz cu Tylopilus felleus sin. Boletus felleus care este neotrăvitor dar amar. Acesta poate fi recunoscut prin tubulețele precum sporii care sunt albi numai la început, devenind foarte curând rozi, în special spre margine. Pe lângă aceasta, ciupercă poartă o grilă maro pe picior. O confundare cu bureți care au pori roșii, ca de exemplu Boletus erythropus sau Boletus luridus (buretele vrăjitoarei) se interzic de sine. Alte confundări sunt numai posibile cu bureți prea gustoși și comestibili, ca de exemplu cu gemenul său Boletus rubellus, Aureoboletus moravicus sin. Xerocomus moravicus, Boletus ferrugineus sin. Xerocomus ferrugineus, Boletus pinicola (hribul de pin) și variația sa Boletus pinicola var. fuscoruber, mai departe cu Boletus aereus (hribul pucios), Boletus subtomentosus, Boletus aestivalis sin. Boletus reticulatus (hribul de vară) precum forme ale Boletus edulis (hribului cenușiu) mai maronii și cu Buchwaldoboletus lignicola sin. Pulveroboletus lignicola. O confuzie nu poate fi exclusă cu ciuperci nu astfel de gustoase dar comestibile, ca de exemplu Suillus luteus sin. Boletus suillus, Suillus variegatus, Xerocomus subtomentosus sin. Boletus subtomentosus, Xerocomellus porosporus sin. Boletus porosporus sau Xerocomellus chrysenteron sin. Xerocomus chrysenteron.

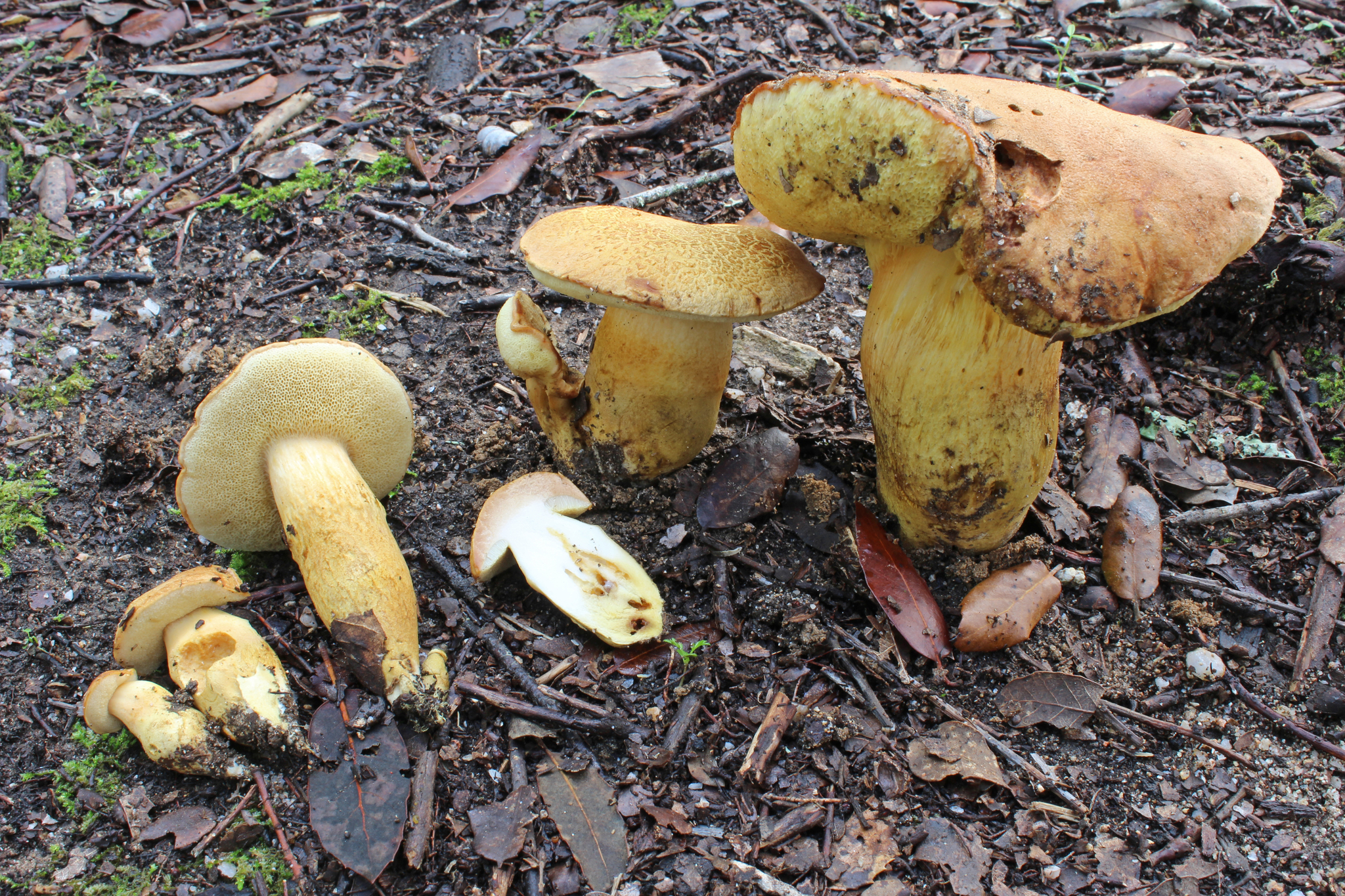
Aureoboletus moravicus sin. Xerocomus moravicus
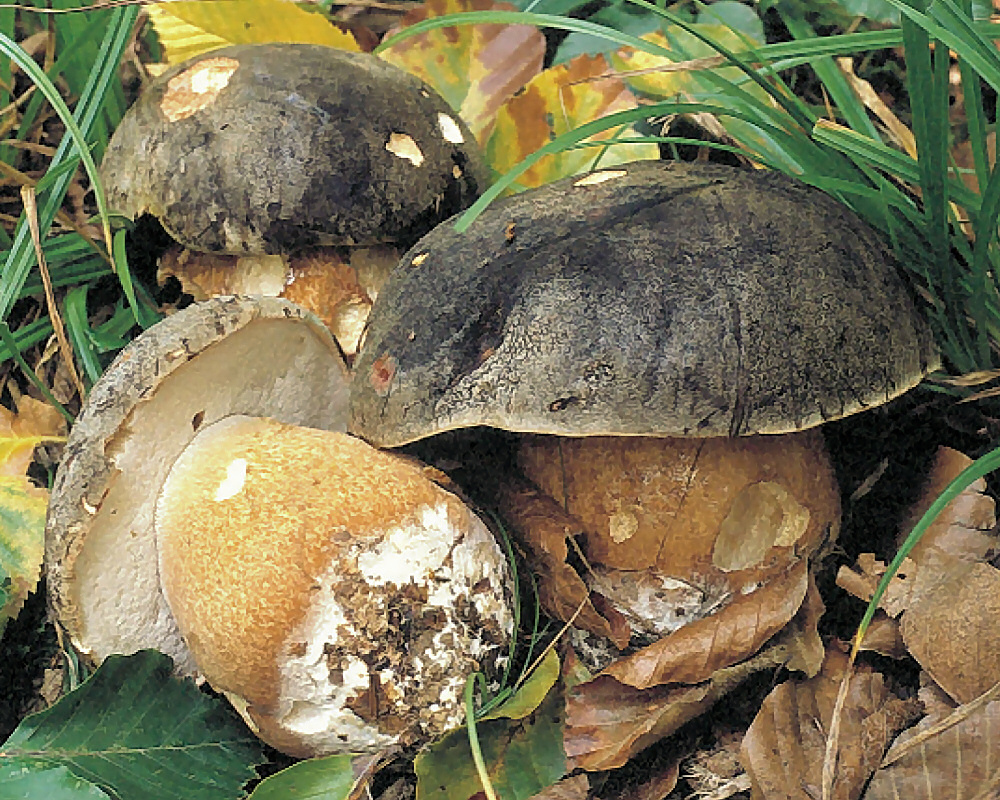
Boletus aereus
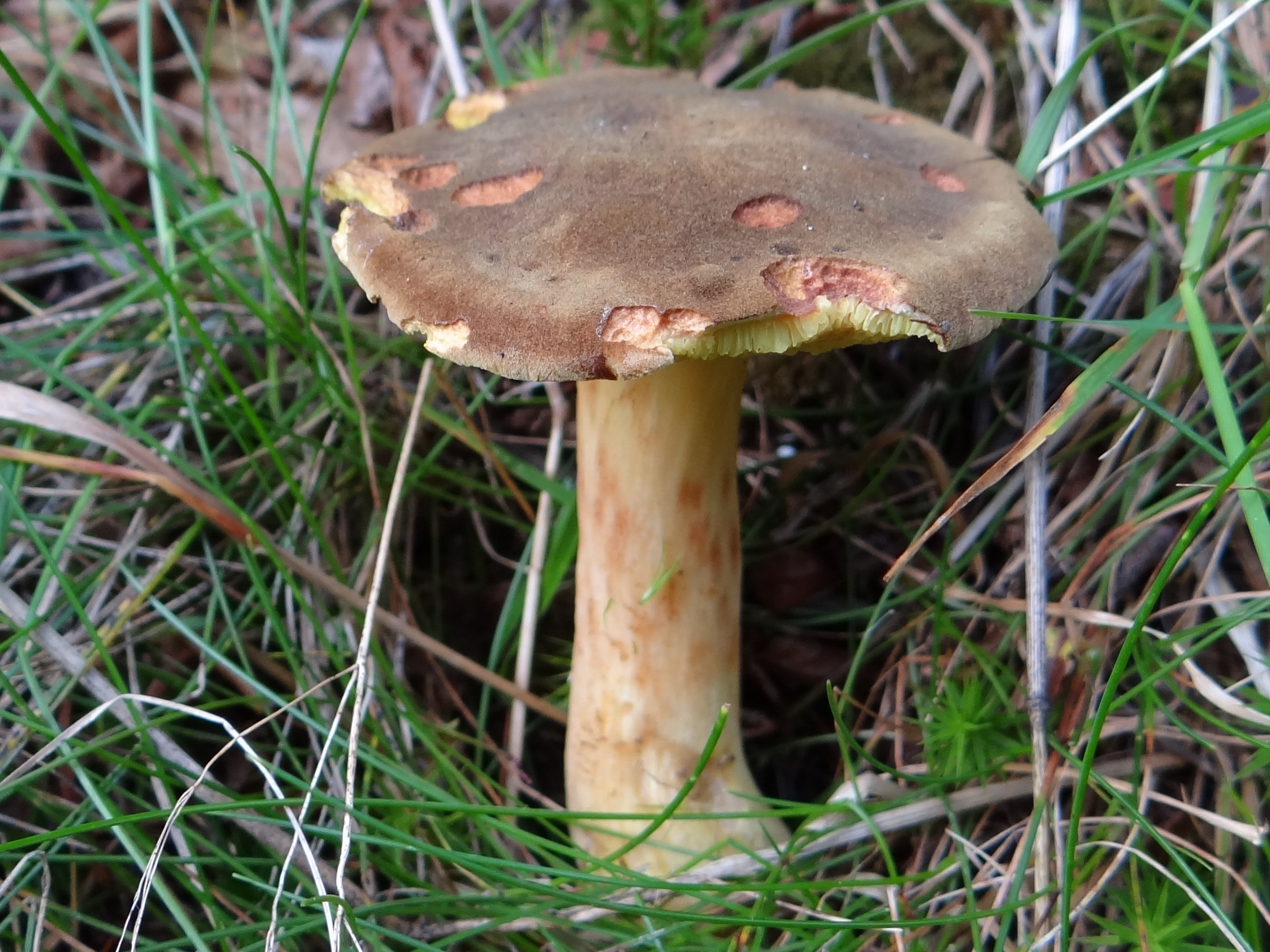
Boletus ferrugineus
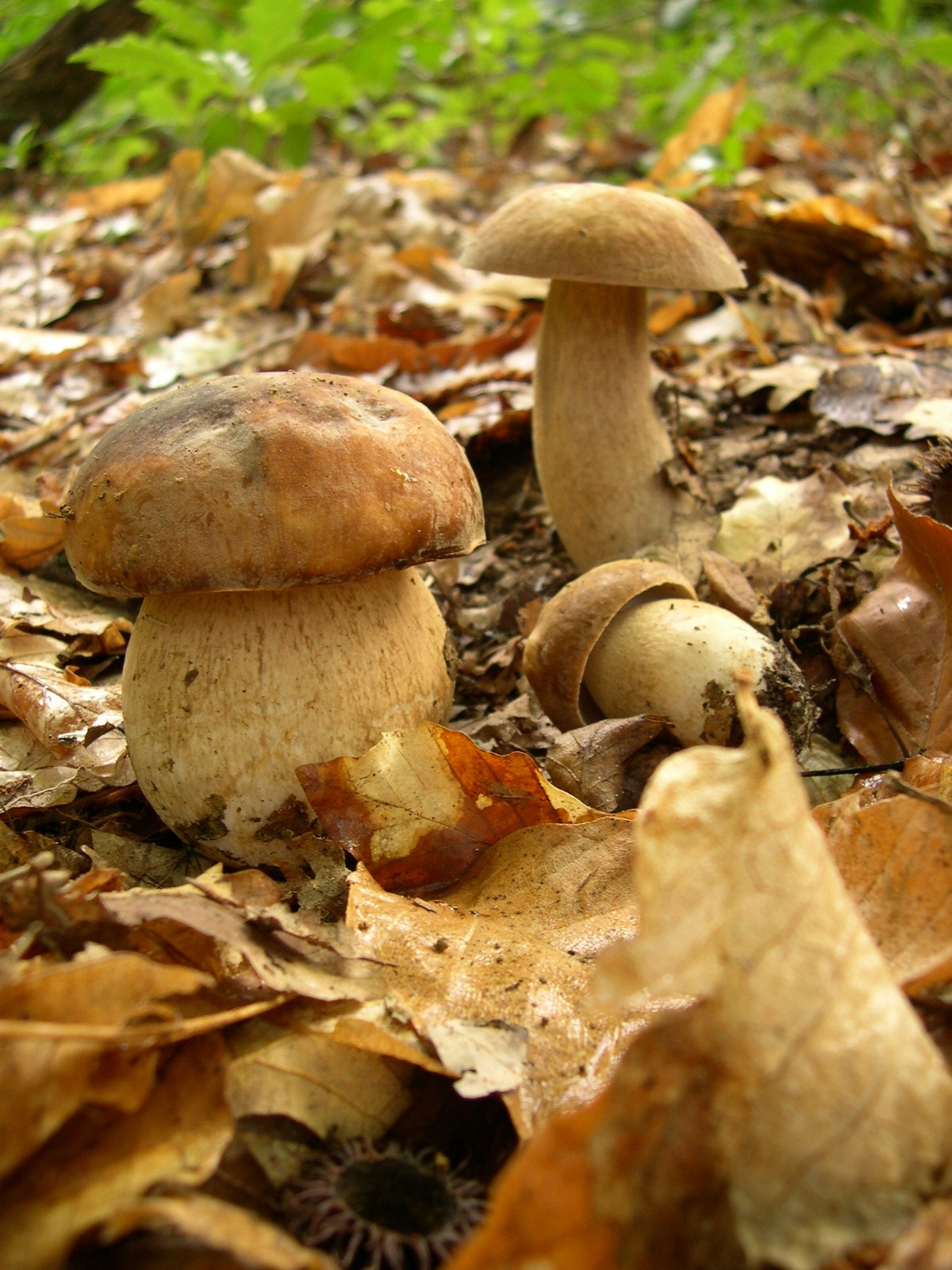
Boletus aestivalis sin reticulatus
Boletus edulis
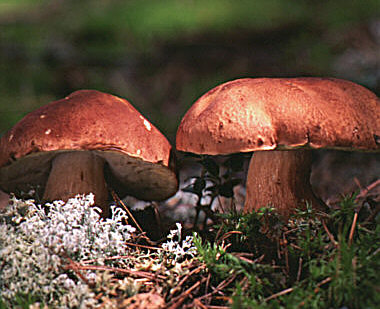
Boletus pinicola var. fuscoruber

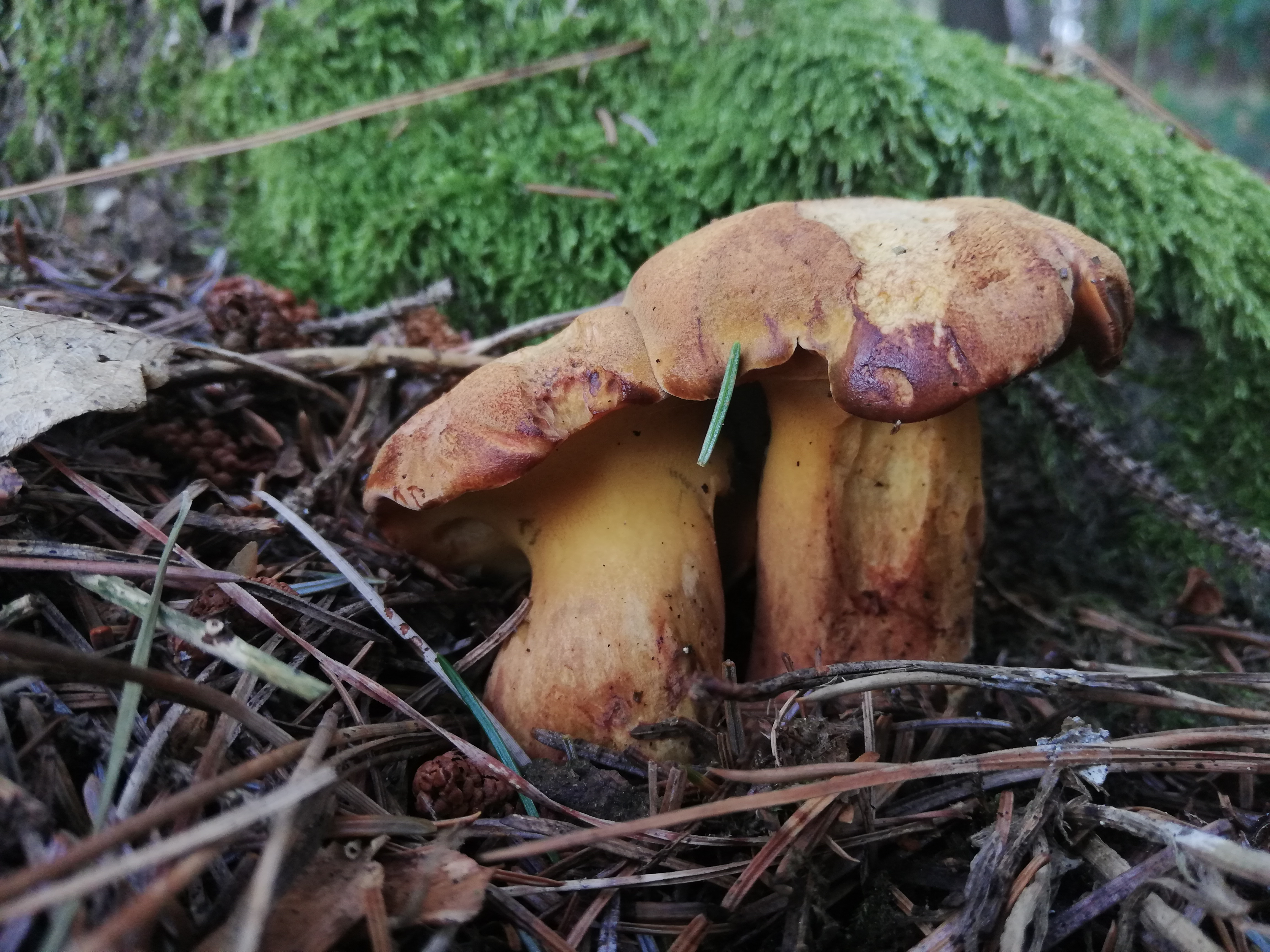
Buchwaldoboletus lignicola
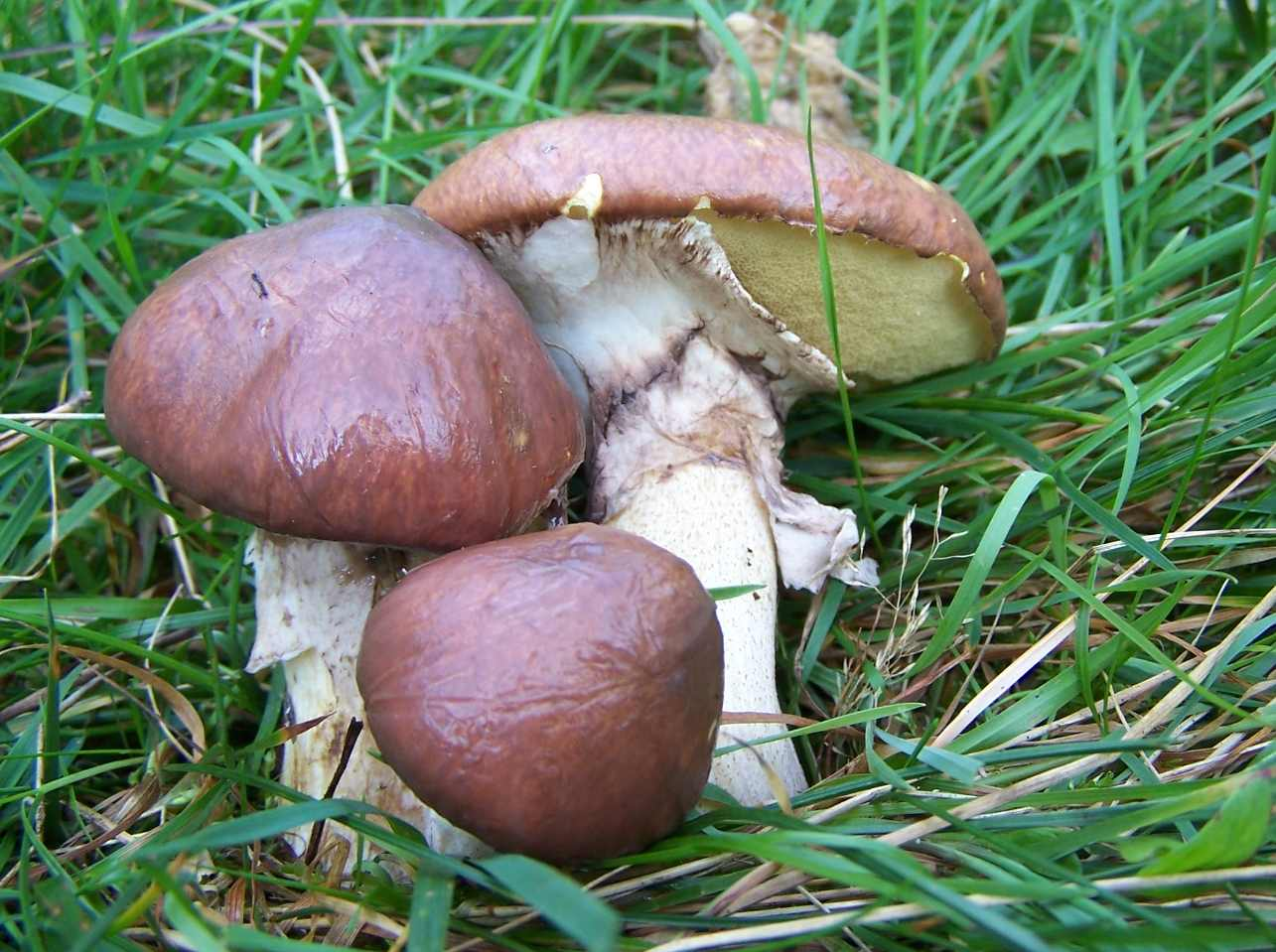
Suillus luteus sin Boletus sullius
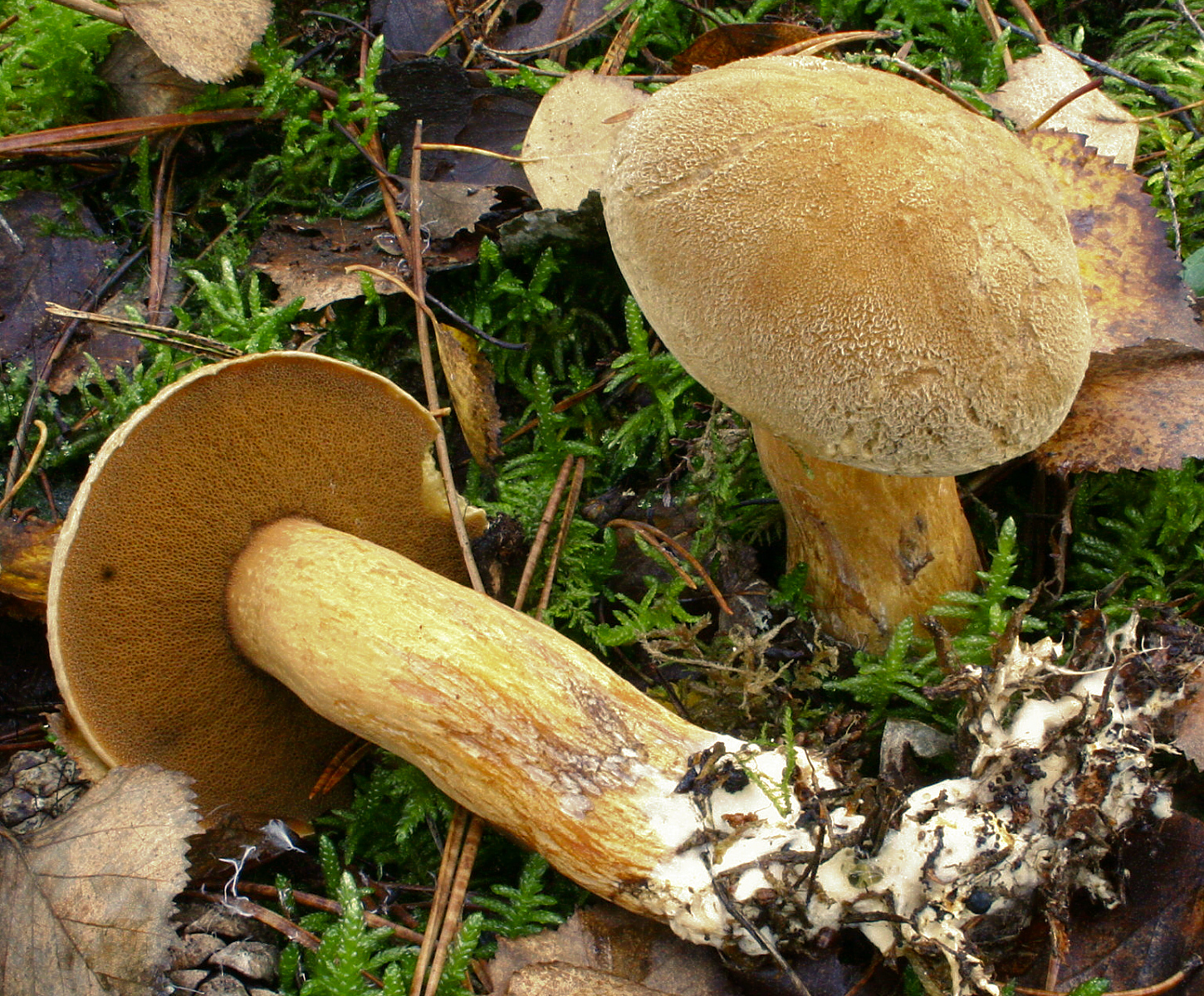
Suillus variegatus
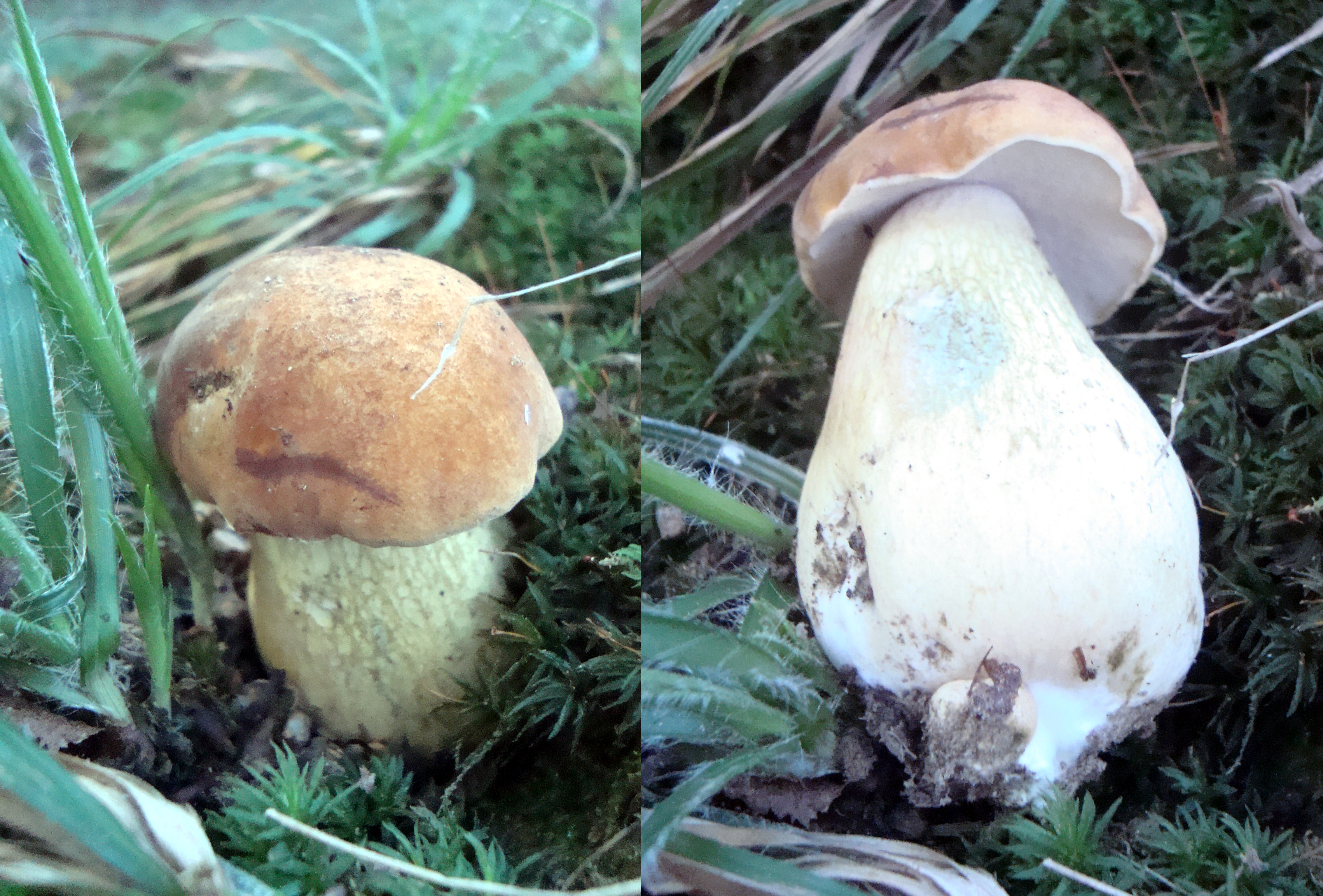
! Tylopilus felleus !
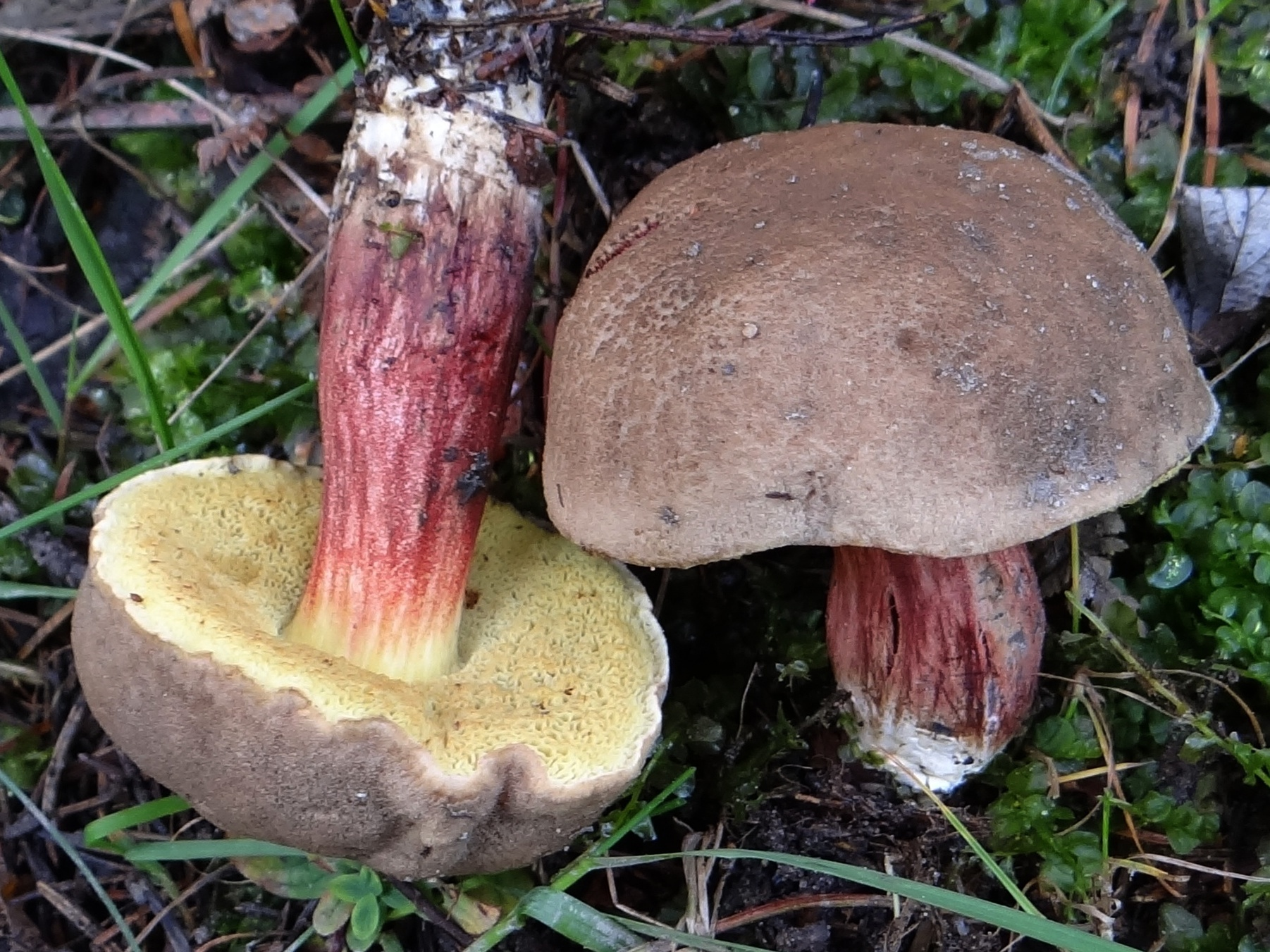
Xerocomellus sin. Xerocomus chrysenteron
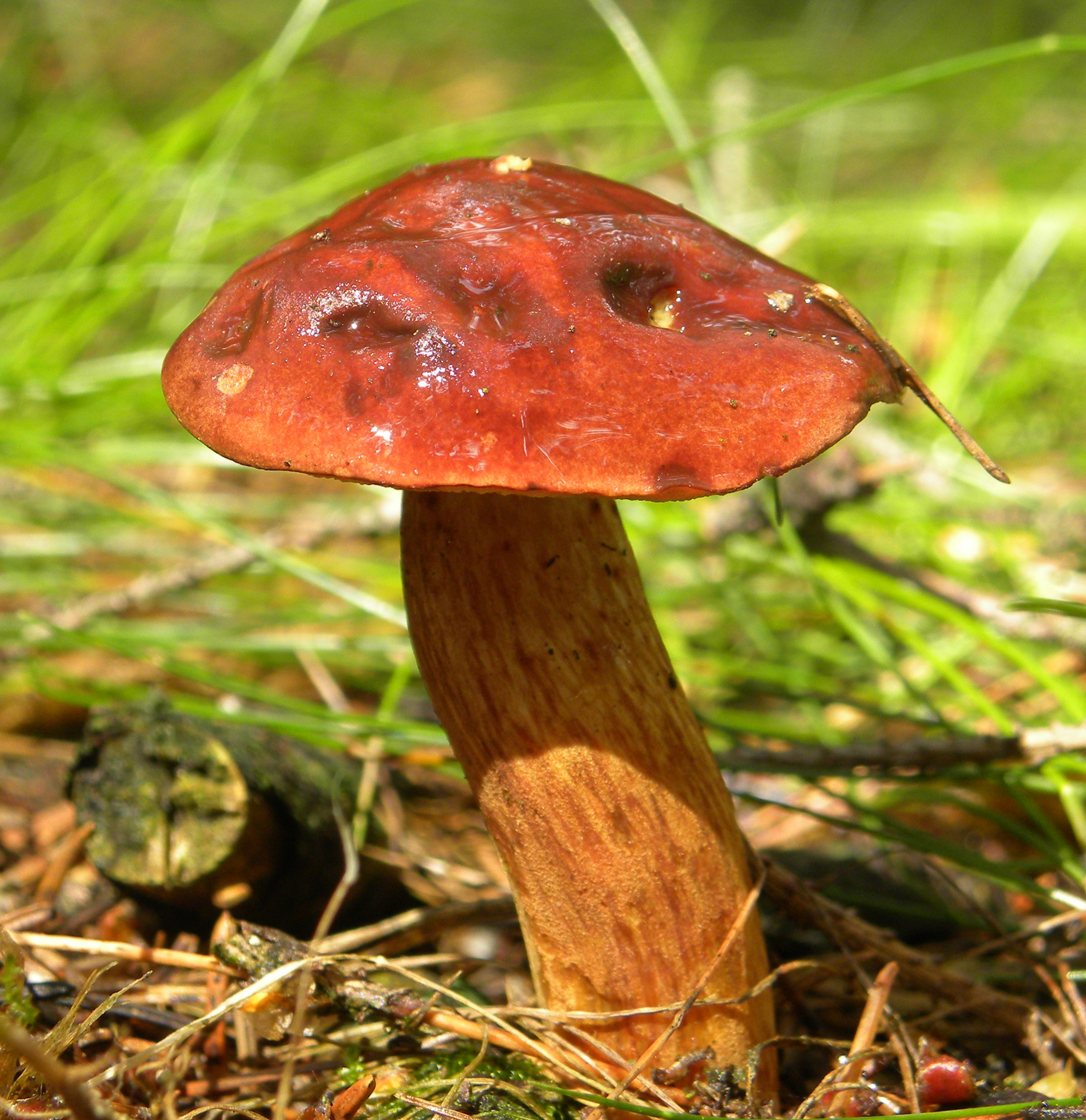
Xerocomus rubellus
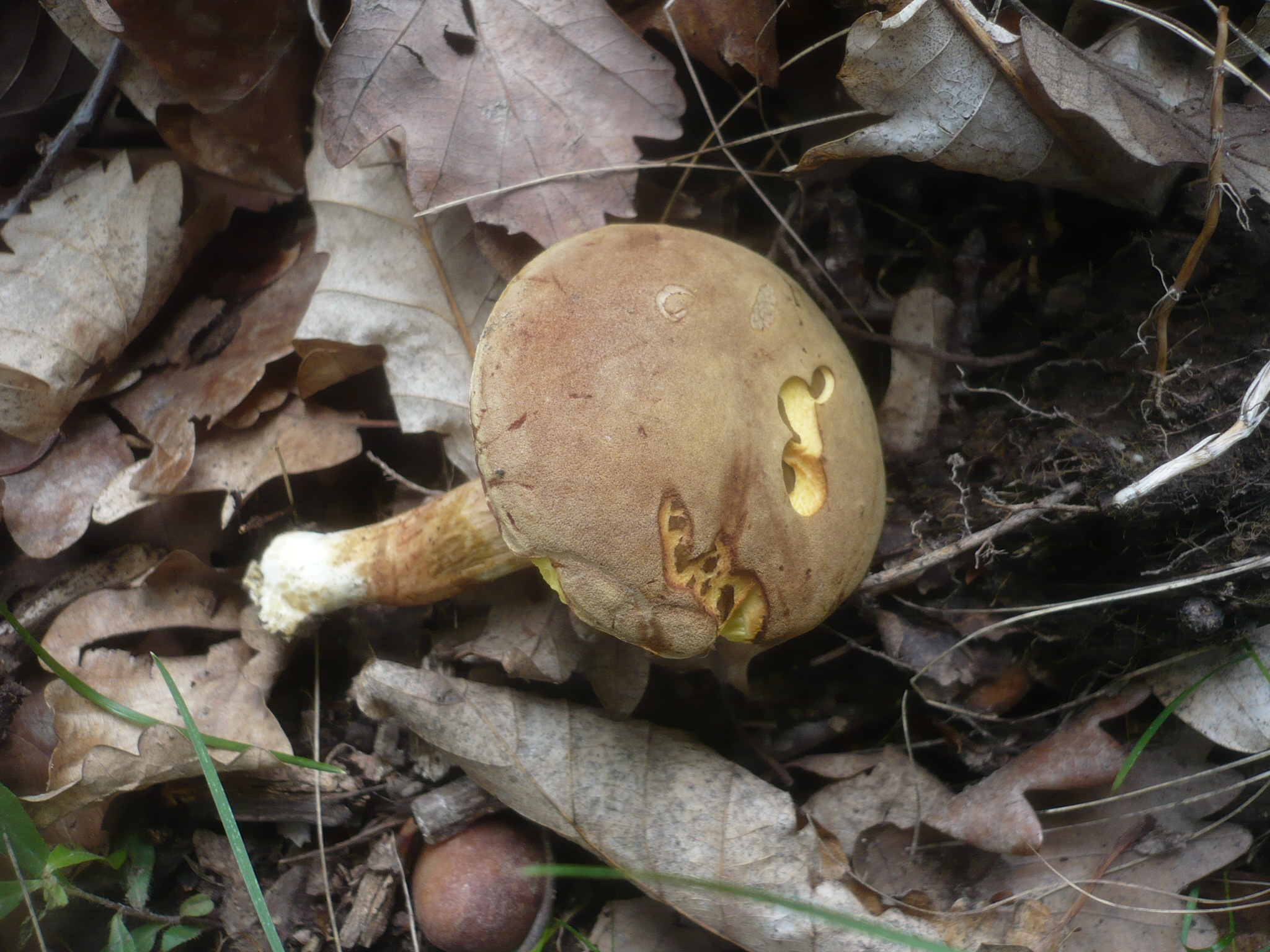
Xerocomus subtomentosus

## Valorificare

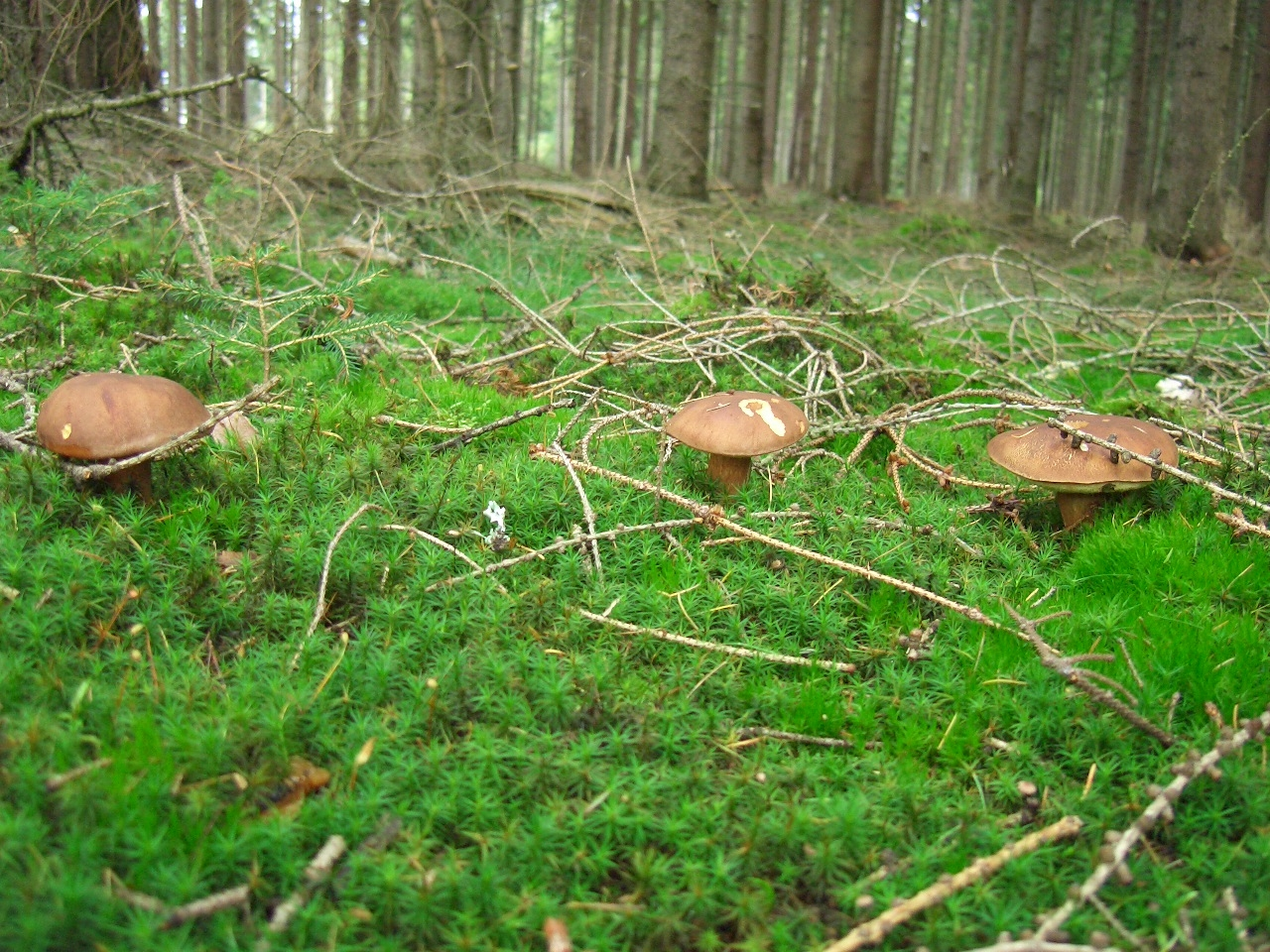
Hribi murgi prin pădure pe mușchi

Bureții proaspeți pot fi pregătiți ca ciulama, de asemenea împreună cu alții sau adăugați la un sos de carne de vită sau vânat. Ei dezvoltă un gust foarte dominant, dar plăcut de ciuperci, corectând aroma unei mâncări cu ciuperci mixte de categorie inferioară. În afară de aceasta, ei pot fi tăiați felii și congelați. De asemenea este posibilă, după tăierea în felii, uscarea lor. Foarte gustoși sunt preparați ca Duxelles (un fel de zacuscă). Se pretează și la conservarea în oțet sau ulei.
Împovărarea hribului murg cu izotopul 137Cs este și aproape 30 de ani după accidentul nuclear de la Cernobîl în multe regiuni ale Europei mai mare decât valoarea limită de 600 Becquerel pe kilogram, hotărâtă de către Uniunea Europeană pentru produse alimentare. Acest fapt are o cauză signifiantă: Bureții se dezvoltă cu preferință pe mușchi de unde își pot trage apa nevoită cu ușor, iar mușchiul se alimentează cu apa contaminată din pământ. Ciuperca acumulează astfel cea mai mare parte a materiei toxice în coloranții pălăriei, Badion A și Norbadion A, care au putința de a complexa cesiul. În  hrib de exemplu, aceste două derivate ale acidului pulvinic nu sunt disponibile. Prin scăderea pielii pălăriei nivelul personal de contaminare radioactivă poate fi redus în mod semnificativ.